# ایمیدازوتیازول‌ها

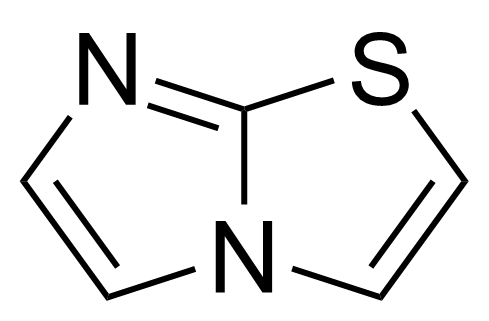
ساختار کلی ایمیدازوتیازول‌ها

ایمیدازوتیازول‌ها دسته ای از ترکیبات شیمیایی حاوی یک هتروسیکل دو حلقه ای (یک سیستم آروماتیک دو حلقه‌ای) هستند که از یک حلقه ایمیدازول و یک حلقه تیازول که به هم جوش خورده‌اند، تشکیل شده‌است. این ساختار شامل سه اتم غیر کربن یا هترواتم است که عبارت‌اند از: دو اتم نیتروژن و یک اتم گوگرد. مشتقات ایمیدازوتیازول در آزمایشات in vitro طیف گسترده‌ای از فعالیت‌های زیستی، مانند خاصیت ضد سرطانی، ضد روان‌پریشی، ضد میکروبی، ضد قارچی، و ضد کرم را نشان می‌دهند.